# Sérézin-du-Rhône
Ne doit pas être confondu avec Sérézin-de-la-Tour.
Sérézin-du-Rhône est une commune française, située dans le département du Rhône en région Auvergne-Rhône-Alpes. Elle fait partie des communes dites de l'Est lyonnais et du pays de l'Ozon.

## Géographie
La commune de Sérézin, située sur la rive gauche du Rhône, est construite dans un site formé par la basse vallée de l'Ozon (affluent du Rhône), au pied de buttes marainiques et du « Pain de Sucre ». Au XVIIIe siècle, cette partie de la vallée était occupée par des marécages. Le drainage de ces marécages a permis l'établissement d'une paroisse, annexe de Ternay en 1729.

En rouge le territoire de Millery qui a intégré Vernaison et la métropole, en bleu le territoire qui a rejoint Grigny.

### Communes limitrophes
Le 1er janvier 2015, lors de la création de la métropole de Lyon, la commune n'est plus frontalière avec Millery par la création d'un corridor territorial reliant Grigny à la Métropole.

### Climat
Pour des articles plus généraux, voir Climat d'Auvergne-Rhône-Alpes et Climat du Rhône.
En 2010, le climat de la commune est de type climat du Bassin du Sud-Ouest, selon une étude du Centre national de la recherche scientifique s'appuyant sur une série de données couvrant la période 1971-2000. En 2020, Météo-France publie une typologie des climats de la France métropolitaine dans laquelle la commune est dans une zone de transition entre le climat semi-continental et le climat de montagne et est dans la région climatique  Nord-est du Massif Central, caractérisée par une pluviométrie annuelle de 800 à 1 200 mm, bien répartie dans l’année. 
Pour la période 1971-2000, la température annuelle moyenne est de 12,1 °C, avec une amplitude thermique annuelle de 18,1 °C. Le cumul annuel moyen de précipitations est de 791 mm, avec 9,1 jours de précipitations en janvier et 6 jours en juillet. Pour la période 1991-2020, la température moyenne annuelle observée sur la station météorologique de Météo-France la plus proche, « Saint-Genis-Laval », sur la commune de Saint-Genis-Laval à 8 km à vol d'oiseau, est de 12,8 °C et le cumul annuel moyen de précipitations est de 782,6 mm,. Pour l'avenir, les paramètres climatiques de la commune estimés pour 2050 selon différents scénarios d'émission de gaz à effet de serre sont consultables sur un site dédié publié par Météo-France en novembre 2022.

## Urbanisme

### Typologie
Au 1er janvier 2024, Sérézin-du-Rhône est catégorisée ceinture urbaine, selon la nouvelle grille communale de densité à sept niveaux définie par l'Insee en 2022.
Elle appartient à l'unité urbaine de Lyon, une agglomération inter-départementale regroupant 123  communes, dont elle est une commune de la banlieue,,. Par ailleurs la commune fait partie de l'aire d'attraction de Lyon, dont elle est une commune de la couronne,. Cette aire, qui regroupe 397 communes, est catégorisée dans les aires de 700 000 habitants ou plus (hors Paris),.

### Occupation des sols
L'occupation des sols de la commune, telle qu'elle ressort de la base de données européenne d’occupation biophysique des sols Corine Land Cover (CLC), est marquée par l'importance des territoires agricoles (39,9 % en 2018), en diminution par rapport à 1990 (43,4 %). La répartition détaillée en 2018 est la suivante : 
terres arables (33,9 %), zones urbanisées (23,1 %), forêts (16,4 %), zones industrielles ou commerciales et réseaux de communication (14,3 %), eaux continentales (6,3 %), zones agricoles hétérogènes (6 %). L'évolution de l’occupation des sols de la commune et de ses infrastructures peut être observée sur les différentes représentations cartographiques du territoire : la carte de Cassini (XVIIIe siècle), la carte d'état-major (1820-1866) et les cartes ou photos aériennes de l'IGN pour la période actuelle (1950 à aujourd'hui).

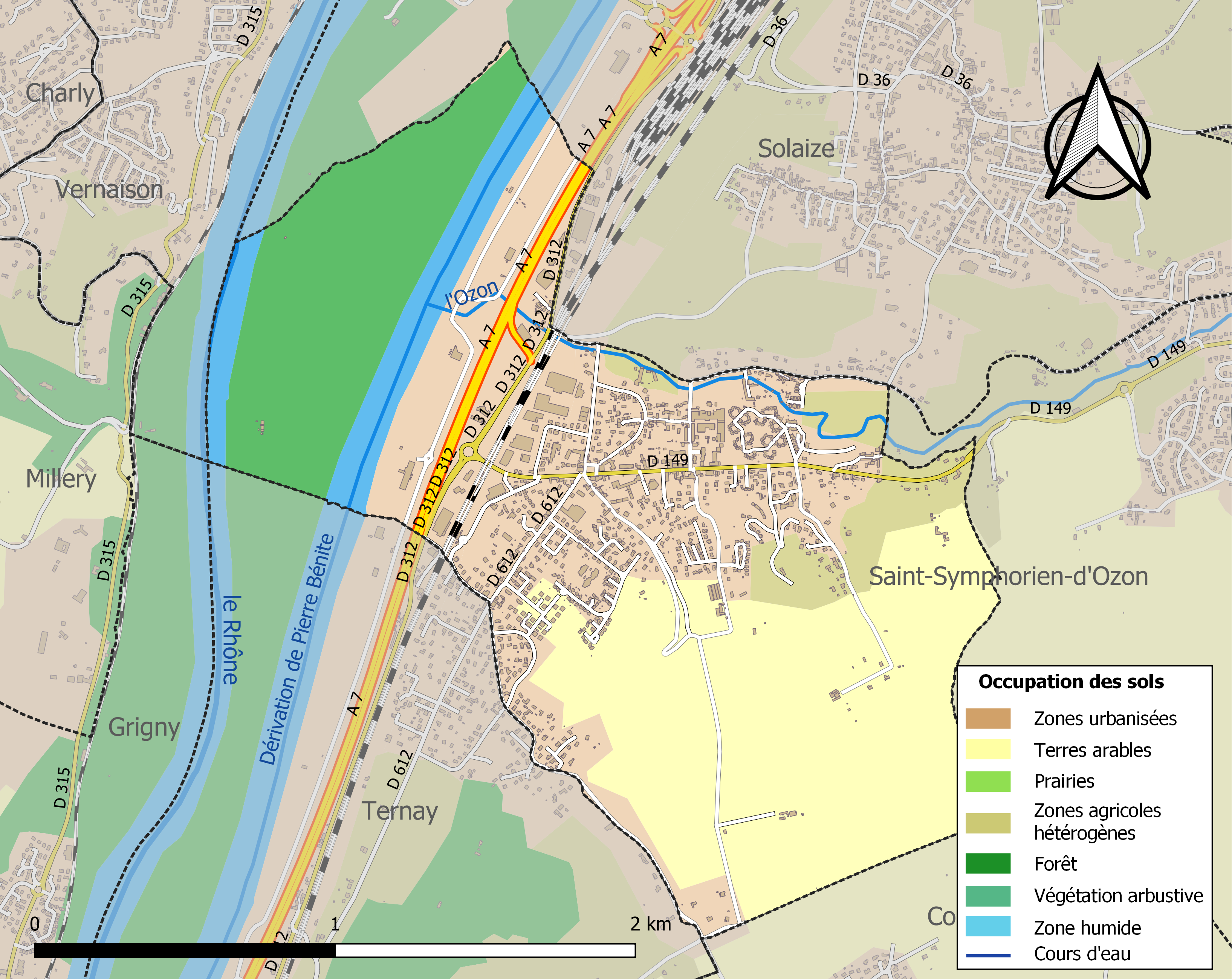
Carte des infrastructures et de l'occupation des sols de la commune en 2018 (CLC).

## Histoire
Durant l'Antiquité, entre le 1er et le 3e siècle de notre ère, une superbe villa existait rue de la Sarrazinière. Elle a été découverte lors de la construction de la gare et grâce à des fouilles réalisées par la société Archeodunum en 2019.
C'est l'arrivée de la voie de chemin de fer venant de Lyon et l'ouverture de la gare de Sérézin qui ont transformé les conditions de vie du village.
En 1820, une première fabrique de couvertures de laine s'est déplacée de Lyon à Sérézin qui était jusqu'alors un territoire agricole. En 1884, Sérézin est devenu un territoire industriel.
La réalisation du pont suspendu de Vernaison sur le Rhône en 1902 place le village sur une voie de communication est-ouest.
En 1953, un accident de train fera 11 morts dans la gare. Six des onze victimes habitaient à Sérézin.

## Héraldique
| Blason à dessiner | Blason  | De sinople à la borne milliaire masurée d'or à dextre et au château flanqué d’une échauguette mouvant du flanc senestre du même, le tout posé sur une champagne ondée d'argent chargée de trois fleurs de lis d'azur. |
| Blason à dessiner | Détails | Le statut officiel du blason reste à déterminer. |

## Politique et administration

### Liste des maires
Initialement rattachée au département de l'Isère, la commune de Sérézin-du-Rhône est transférée, comme l'ensemble du canton de Saint-Symphorien-d'Ozon, au département du Rhône par la loi no 67-1205 du 29 décembre 1967.
Le 30 mars 2014, la liste conduite par Jean Louis Grégoire remporte 56,96 % des suffrages face à la liste sortante de Joseph Colletta. Celui-ci sauve tout de même cinq sièges au conseil municipal et à la communauté de communes. Le 3 avril 2014, Jean Louis Grégoire annonce sa démission au maire sortant pour raisons personnelles. Lors de la séance du conseil municipal du 4 avril 2014, deux candidats se présentent au poste de maire : Jacques Bleuzé (conseiller sortant ayant rallié la liste de Jean-Louis Grégoire) et Joseph Colletta. Jacques Bleuzé remporte 17 voix contre 5 pour le maire sortant (un vote blanc). L’élection du nouveau maire est donc actée sous tensions entre les supporters des listes Colletta et Grégoire. Un recours au tribunal administratif est déposé par le maire sortant avec pour motif : « altération de la sincérité du vote et tromperie sur les électeurs ».

### Jumelage
Pflach (Autriche) depuis 1988.

## Démographie
L'évolution du nombre d'habitants est connue à travers les recensements de la population effectués dans la commune depuis 1800. Pour les communes de moins de 10 000 habitants, une enquête de recensement portant sur toute la population est réalisée tous les cinq ans, les populations de référence des années intermédiaires étant quant à elles estimées par interpolation ou extrapolation. Pour la commune, le premier recensement exhaustif entrant dans le cadre du nouveau dispositif a été réalisé en 2008.

En 2022, la commune comptait 3 057 habitants, en évolution de +16,41 % par rapport à 2016 (Rhône : +3,93 %, France hors Mayotte : +2,11 %).
| 1800 | 1806 | 1821 | 1831 | 1836 | 1841 | 1846 | 1851 | 1856 |
| ---- | ---- | ---- | ---- | ---- | ---- | ---- | ---- | ---- |
| 127  | 130  | 160  | 207  | 218  | 270  | 235  | 275  | 332  |

| 1861 | 1866 | 1872 | 1876 | 1881 | 1886 | 1891 | 1896 | 1901 |
| ---- | ---- | ---- | ---- | ---- | ---- | ---- | ---- | ---- |
| 346  | 354  | 352  | 387  | 438  | 509  | 511  | 528  | 515  |

| 1906 | 1911 | 1921 | 1926 | 1931 | 1936 | 1946 | 1954 | 1962 |
| ---- | ---- | ---- | ---- | ---- | ---- | ---- | ---- | ---- |
| 522  | 602  | 587  | 657  | 715  | 618  | 703  | 724  | 917  |

| 1968  | 1975  | 1982  | 1990  | 1999  | 2006  | 2008  | 2013  | 2018  |
| ----- | ----- | ----- | ----- | ----- | ----- | ----- | ----- | ----- |
| 1 088 | 1 727 | 1 834 | 2 257 | 2 388 | 2 451 | 2 471 | 2 632 | 2 703 |

| 2022  | - | - | - | - | - | - | - | - |
| ----- | - | - | - | - | - | - | - | - |
| 3 057 | - | - | - | - | - | - | - | - |

## Économie

### Revenus de la population et fiscalité
En 2010, le revenu fiscal médian par ménage était de 38 163 €.

### Entreprises et commerces
Il a existé un site de fabrication d'huiles de moteur de la société IGOL de 1970 à 2020 à Sérézin.

## Lieux et monuments

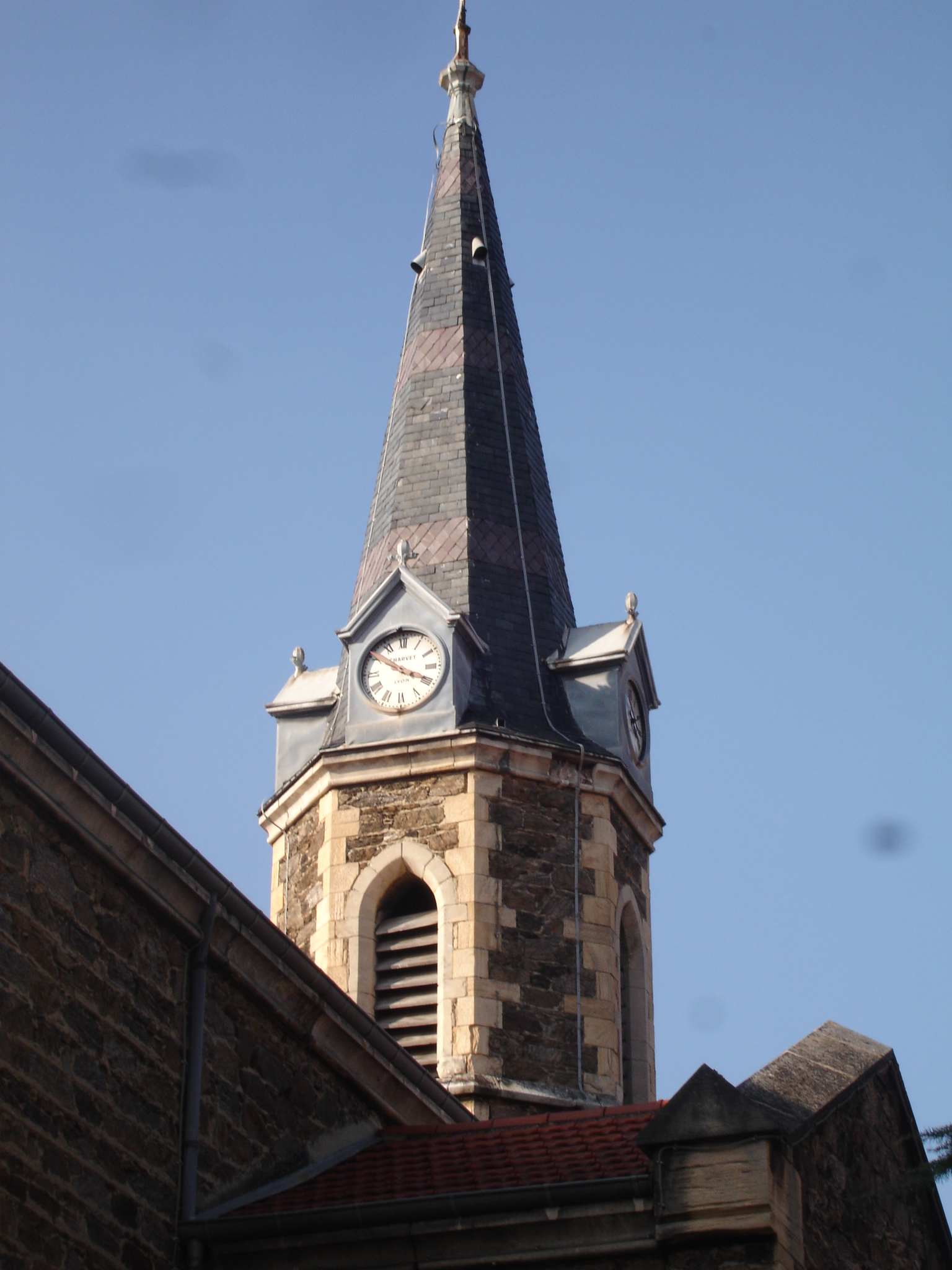
Le clocher de l'église de Sérézin.